# Not Fragile
Not Fragile är den kanadensiska rockgruppen Bachman-Turner Overdrives tredje studioalbum, släppt i augusti 1974. Albumet består av lättintaglig hårdrock. Det var gruppens enda album att nå förstaplats på amerikanska albumlistan. På albumet finns gruppens största hit, "You Ain't Seen Nothing Yet" med. Även uppföljarsingeln "Roll on Down the Highway" blev en ganska stor hit. Albumtiteln var ett sorts svar på titeln till Yes-albumet Fragile.
Gitarristen Tim Bachman hade inför albumet lämnad bandet och ersatts av Blair Thornton, vilket ansågs vara till bandets fördel.

## Låtlista
1. "Not Fragile" (C.F. Turner) - 4:05
2. "Rock Is My Life, and This Is My Song" (Randy Bachman) - 4:38
3. "Roll on Down the Highway" (Robbie Bachman/Fuzz Blair/C.F. Turner) - 3:56
4. "You Ain't Seen Nothing Yet" (Randy Bachman) - 3:48
5. "Free Wheelin'" (Blair Thornton) - 3:45
6. "Sledgehammer" (Randy Bachman) - 4:31
7. "Blue Moanin'" (C.F. Turner) - 3:45
8. "Second Hand" (Randy Bachman) - 3:23
9. "Givin' It All Away" (Blair Thornton) - 3:48

## Listplaceringar
| Lista (1974-1975) | Position             |
| ----------------- | -------------------- |
| Danmark           | 2 (DR "Top 20")      |
| Kanada            | 1 (RPM)              |
| Nederländerna     | 15                   |
| Norge             | 17 (VG-lista)        |
| Nya Zeeland       | 5                    |
| Storbritannien    | 12 (UK Albums Chart) |
| Sverige           | 2 (Kvällstoppen)     |
| USA               | 1 (Billboard 200)    |
| Västtyskland      | 6                    |
| Österrike         | 8                    |